# RKBニュースポート
『RKBニュースポート』（アールケービーニュースポート）とは、1992年4月4日から2011年9月25日までRKB毎日放送（RKBテレビ）で週末夕方に放送されていたローカルスポットニュース番組である。日曜日だけでなく土曜日にも放送されていた時期がある。

## 放送時間
| 期間     | 期間      | 放送曜日 | 放送時間（JST）       |
| -------- | --------- | -------- | --------------------- |
| 1992.4.5 | 2000.4.2  | 日曜日   | 17:50 - 18:00（10分） |
| 2000.4.9 | 2008.3.30 | 日曜日   | 17:20 - 17:30（10分） |
| 2008.4.6 | 2011.9.25 | 日曜日   | 17:50 - 18:00（10分） |